# Elongo
Elongo är en flod i Kongo-Kinshasa, ett biflöde till Itimbiri. Den rinner genom provinsen Bas-Uele, i den norra delen av landet, 1 200 km nordost om huvudstaden Kinshasa.